# Aimé Nezeloff
Aimé Joseph Nezeloff (* 29. März 1891 in Lillers; † 27. Januar 1963 in Lille) war ein französischer Autorennfahrer.

## Karriere als Rennfahrer
Aimé Nezeloff startete 1926 beim 24-Stunden-Rennen von Le Mans. Gemeinsam mit Jean Lasalle steuerte er einen Werks-Rolland-Pilain C23 Super Sport an die siebte Stelle der Gesamtwertung.

## Statistik

### Le-Mans-Ergebnisse
| Jahr | Team                                 | Fahrzeug                       | Teamkollege  | Platzierung | Ausfallgrund |
| ---- | ------------------------------------ | ------------------------------ | ------------ | ----------- | ------------ |
| 1926 | SA des Établissements Rolland-Pilain | Rolland-Pilain C23 Super Sport | Jean Lasalle | Rang 7      |              |